# Bahnhof Ueda
Der Bahnhof Ueda (上田駅 Ueda-eki) ist ein Bahnhof auf der japanischen Insel Honshū, gemeinsam betrieben von den Bahngesellschaften JR East, Shinano Tetsudō und Ueda Dentetsu. Er befindet sich in der Präfektur Nagano auf dem Gebiet der Stadt Ueda. Unter anderem halten hier Shinkansen-Hochgeschschwindigkeitszüge.

## Verbindungen
Ueda ist ein Anschlussbahnhof an der Schnellfahrstrecke Hokuriku-Shinkansen von JR East, die Tokio mit Nagano, Kanazawa und Tsuruga verbindet. Hier trifft sie auf die Shinano-Linie der Bahngesellschaft Shinano Tetsudō, die einem Teil der früheren Shin’etsu-Hauptlinie entspricht und Karuizawa mit Nagano verbindet, sowie auf die lokale Bessho-Linie der Ueda Dentetsu nach Bessho-Onsen.
Shinkansen-Hochgeschwindigkeitszüge halten in jeder Richtung ein- oder zweimal je Stunde, wobei zwei verschiedene Zuggattungen vertreten sind. Die Asama-Züge fahren von Tokio nach Nagano und halten dabei an allen Zwischenstationen. Vor allem morgens und abends halten hier auch Hakutaka-Züge von Tokio nach Kanazawa oder Tsuruga, wobei bis Nagano mehrere Bahnhöfe übersprungen werden. Auf der Shinano-Linie fahren Nahverkehrszüge ungefähr alle 40 bis 60 Minuten zwischen Karuizawa und Nagano; in einzelnen Fällen ist in Komoro ein Umsteigen erforderlich. Züge auf der Bessho-Linie verkehren je nach Tageszeit in einem angenäherten Stunden- oder Halbstundentakt.
Auf dem nördlichen Bahnhofsvorplatz befindet sich ein Busterminal mit mehreren Haltstellen. Von hier aus verkehren zwei Dutzend Linien der Gesellschaften Chikuma Bus, Ueda Bus und JR Bus Kantō. Am Südeingang halten zwei lokale Linien.

## Anlage
Der Bahnhof steht im Stadtteil Tenjin am südlichen Rand des Stadtzentrums. Die Umgebung ist geprägt von öffentlichen Einrichtungen und Geschäften an der Nord- sowie von gemischten Wohn- und Gewerbevierteln an der Südseite. Sehenswürdigkeiten in der Nähe sind die Burg Ueda, das Rathaus, das Ueda-Stadtmuseum, das Einkaufszentrum Paleo Ueda und das Kulturzentrum Santomyuze.
Die von Südosten nach Nordwesten ausgerichtete Anlage besteht aus drei Teilen und umfasst sechs Gleise, von denen fünf dem Personenverkehr dienen. An der Nordseite befindet sich erhöht auf einem Viadukt der Shinkansen-Teil, bestehend aus zwei Gleisen an zwei vollständig überdachten und von Schallschutzwänden umschlossenen Bahnsteig#Mittelbahnsteig#Mittelbahnsteigen. Treppen, Rolltreppen und Aufzüge führen hinunter zum Reiterbahnhof, der als ebenerdige Verteilerebene dient. Von dort aus sind die drei Gleise der Shinano Tetsudō erreichbar, die in einem Einschnitt an einem Mittelbahnsteig und an einem Seitenbahnsteig liegen. Etwas nach Nordwesten hin versetzt ist die Endstation der Bessho-Linie zu finden, bestehend aus einem Stumpfgleis an einem überdachten Seitenbahnsteig. Der zur Burg hin zugewandte Nordeingang heißt Oshiro-guchi (お城口, „Burgeingang“), der Südeingang trägt den Namen Onsen-guchi (お城口, „Onsen-Eingang“). Ersterer ist so gestaltet, dass er einem traditionellen Lagerhaus ähnelt. Nachts wird das Mon-Emblem des mit Ueda verbundenen Sanada-Clans mittels indirekter Beleuchtung an die Wand projiziert. Auf dem Platz steht auch eine Reiterstatue, die Sanada Yukimura darstellt.
Im Fiskaljahr 2019 nutzten täglich durchschnittlich 9264 Fahrgäste den Bahnhof. Davon entfielen 2758 auf den Shinkansen, 5134 auf die Shinano-Linie und 1372 auf die Bessho-Linie.

## Gleise
JR East (Shinkansen):
| 1 | ▉ Hokuriku-Shinkansen | Takasaki • Ōmiya • Tokio             |
| 2 | ▉ Hokuriku-Shinkansen | Nagano • Toyama • Kanazawa • Tsuruga |

Shinano Tetsudō:
| 1/2 | ▉ Shinano-Linie | Karuizawa         |
| 2/3 | ▉ Shinano-Linie | Shinonoi • Nagano |

Ueda Dentetsu:
| 1 | ▉ Bessho-Linie | Bessho-Onsen |

## Bilder

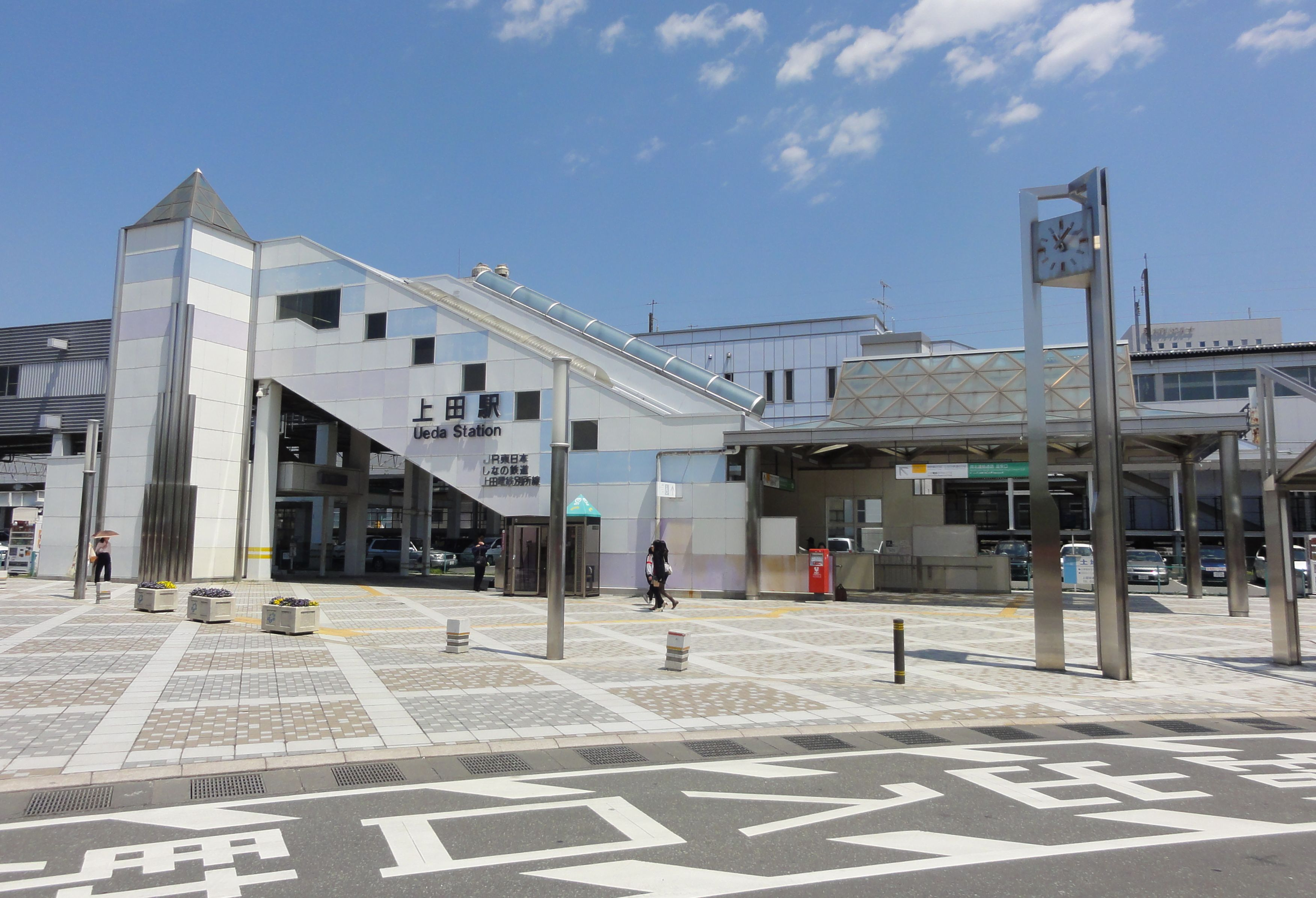
Südeingang
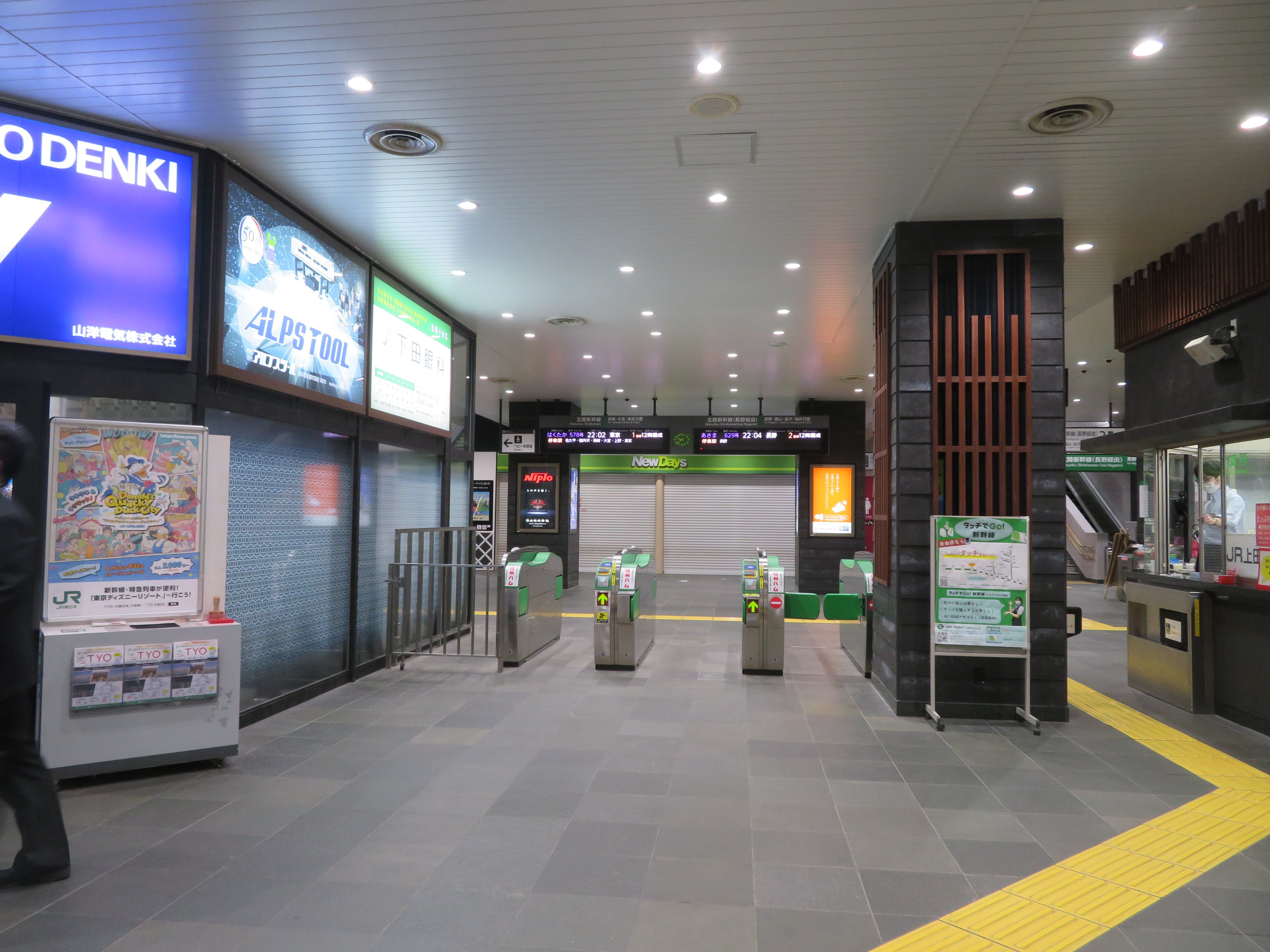
Bahnsteigsperren
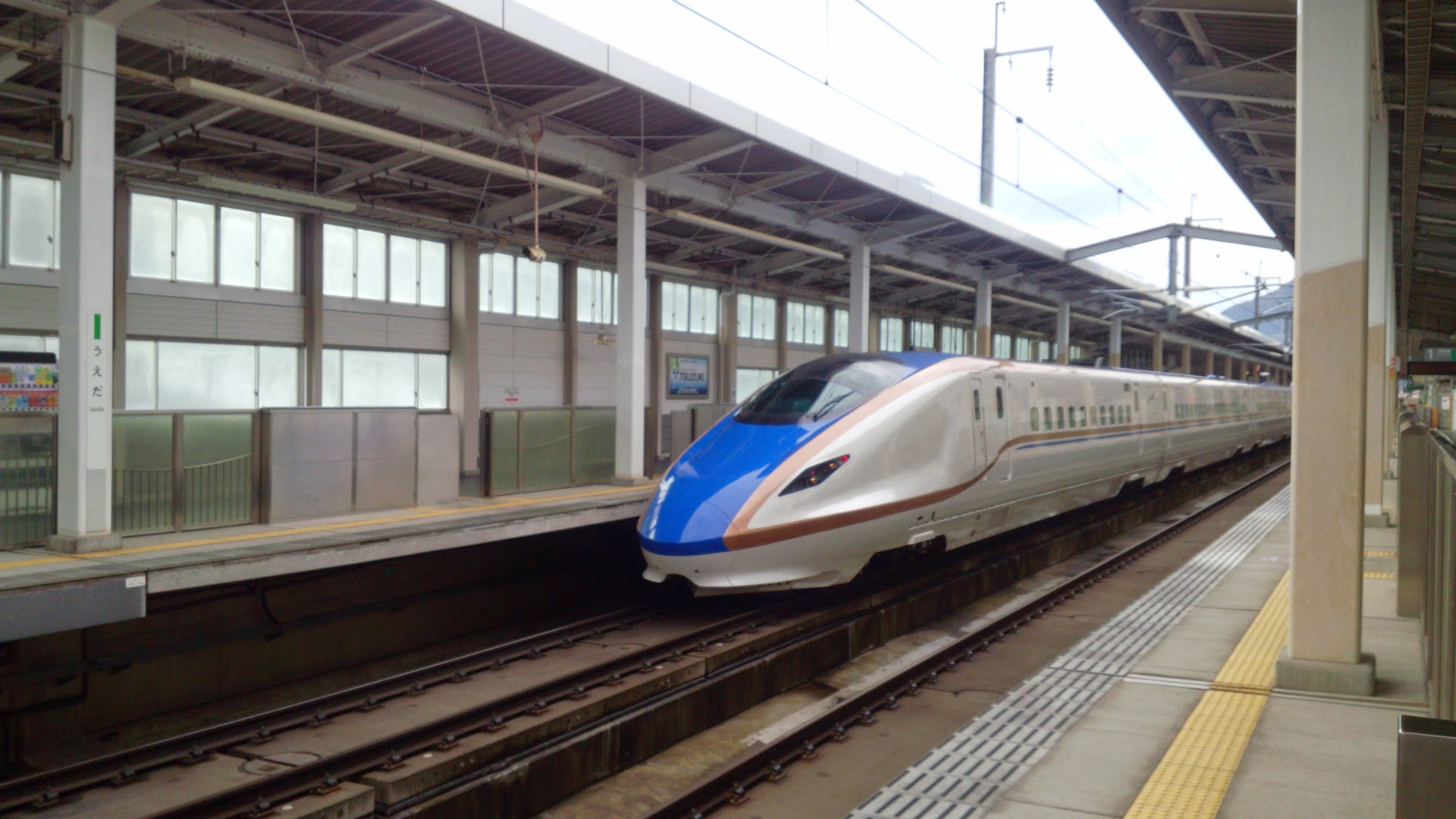
Shinkansen-Bahnsteig mit Triebzug der Baureihe E7
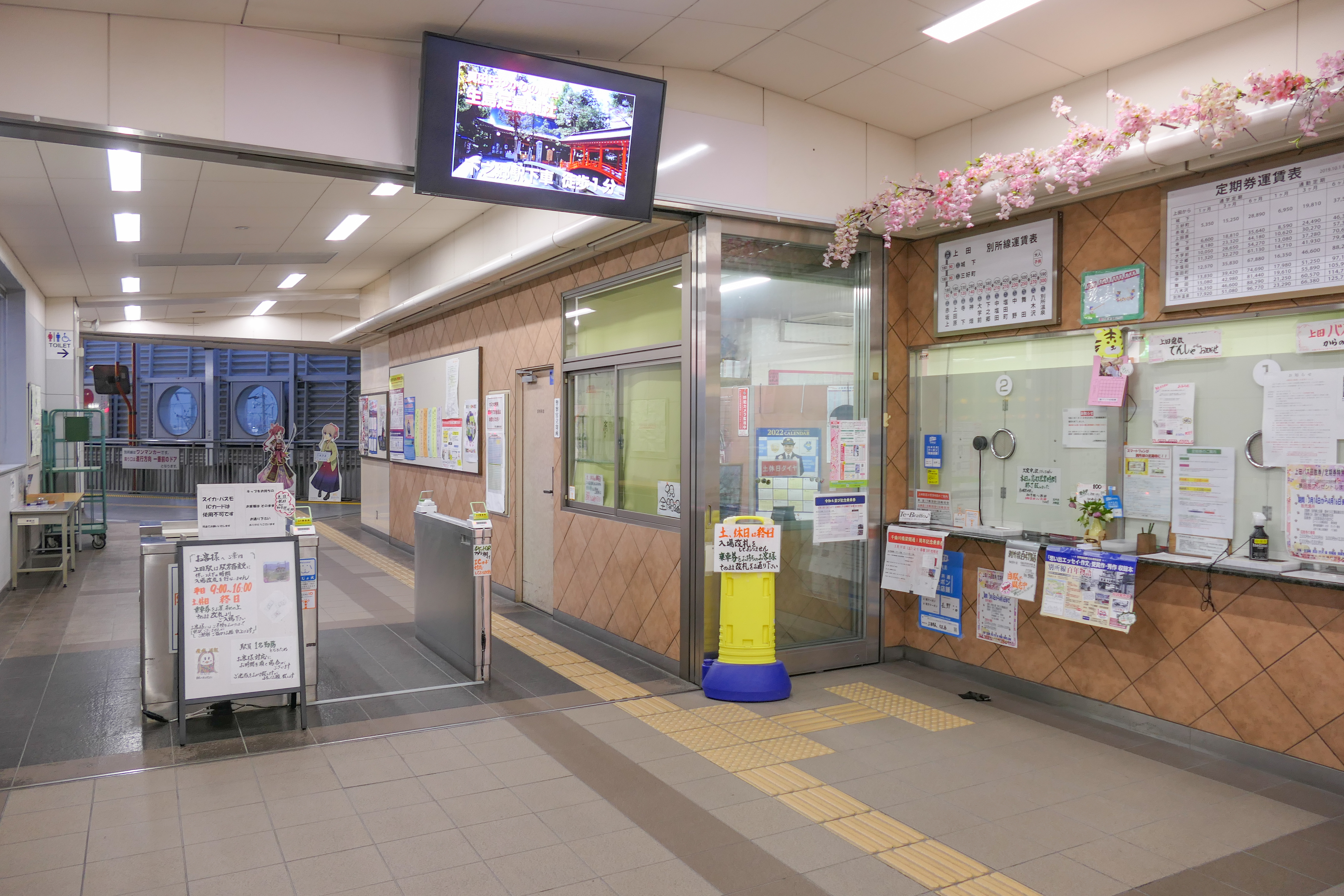
Zugang zum Bahnsteig der Bessho-Linie
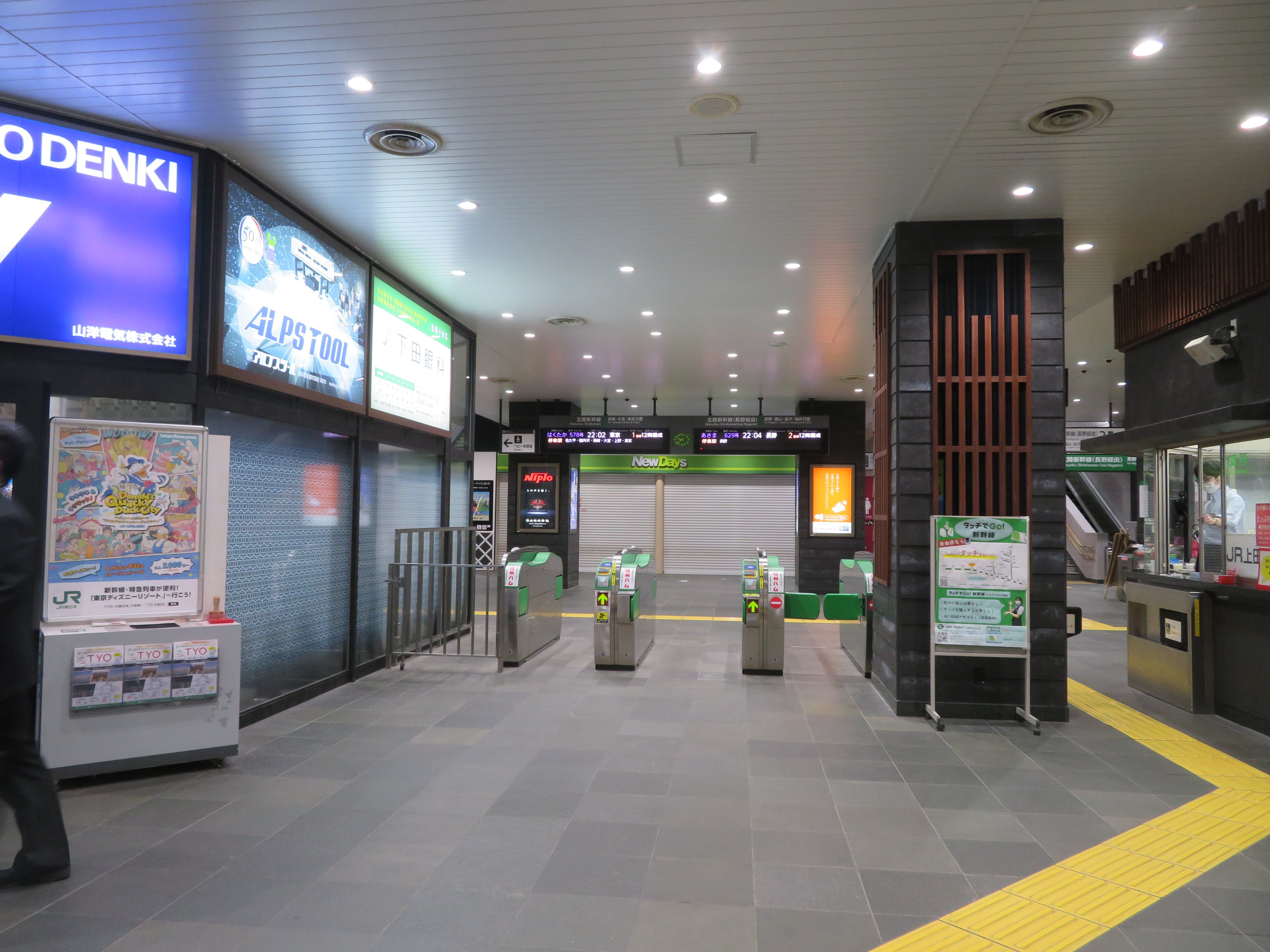
Fahrkartenschalter für Shinkansen am Bahnhof Ueda

## Linien
| Verlauf der Hokuriku-Shinkansen |
| --- |
| Takasaki • Annaka-Haruna • Karuizawa • Sakudaira • Ueda • Nagano • Iiyama • Jōetsumyōkō • Itoigawa • Kurobe-Unazukionsen • Toyama • Shin-Takaoka • Kanazawa • Komatsu • Kagaonsen • Awaraonsen • Fukui • Echizen-Takefu • Tsuruga |

| Verlauf der Shinano-Linie |
| --- |
| Karuizawa • Naka-Karuizawa • Shinano-Oiwake • Miyota • Hirahara • Komoro • Shigeno • Tanaka • Ōya • Shinano-Kokubunji • Ueda • Nishi-Ueda • Tekuno-Sakaki • Sakaki • Togura • Chikuma • Yashiro • Yashiro-kōkō-mae • Shinonoi (• Nagano) |

## Geschichte
Die staatliche Eisenbahnbehörde eröffnete den Bahnhof am 15. August 1888, zusammen mit dem von Nagano bis hierhin führenden Abschnitt der Shin’etsu-Hauptlinie. Dreieinhalb Monate lang war hier Endstation, bis zur Inbetriebnahme des daran anschließenden Teilstücks nach Karuizawa am 1. Dezember desselben Jahres. Mit der Fertigstellung der Chikuma-Brücke erreichten die beiden Überlandstraßenbahnen der Ueda Onsen Densha (Vorgängerin der Ueda Dentetsu) am 15. August 1924 den südlichen Bahnhofsvorplatz. Es handelte sich dabei um die Aoki-Linie nach Aoki und die Bessho-Linie nach Bessho-Onsen. Nach über sechs Jahrzehnten Betrieb erfolgte ein Umbau des Empfangsgebäudes, der im November 1950 abgeschlossen war. Von 1927 bis 1972 verkehrte vom nördlichen Bahnhofsvorplatz aus die Straßenbahn Ueda in Richtung Sanada und Soehi.
Aus Rationalisierungsgründen stellte die Japanische Staatsbahn am 1. März 1985 den Güterumschlag ein. Im Rahmen der Staatsbahnprivatisierung ging der Bahnhof am 1. April 1987 in den Besitz der neuen Gesellschaft JR East über. Im Hinblick auf den Bau der Hokuriku-Shinkansen begann diese daraufhin mit dem grundlegenden Neubau des Bahnhofs. Die Arbeiten zogen sich etappenweise über mehr als sechs Jahre hin. Am 1. Oktober 1997 nahm JR East die Schnellfahrstrecke in Betrieb und trat am selben Tag die Shin’etsu-Hauptlinie an die Shinano Tetsudō ab. Schließlich war die Umgestaltung des Bahnhofs am 30. September 1998 abgeschlossen.